# 斯韋倫丹

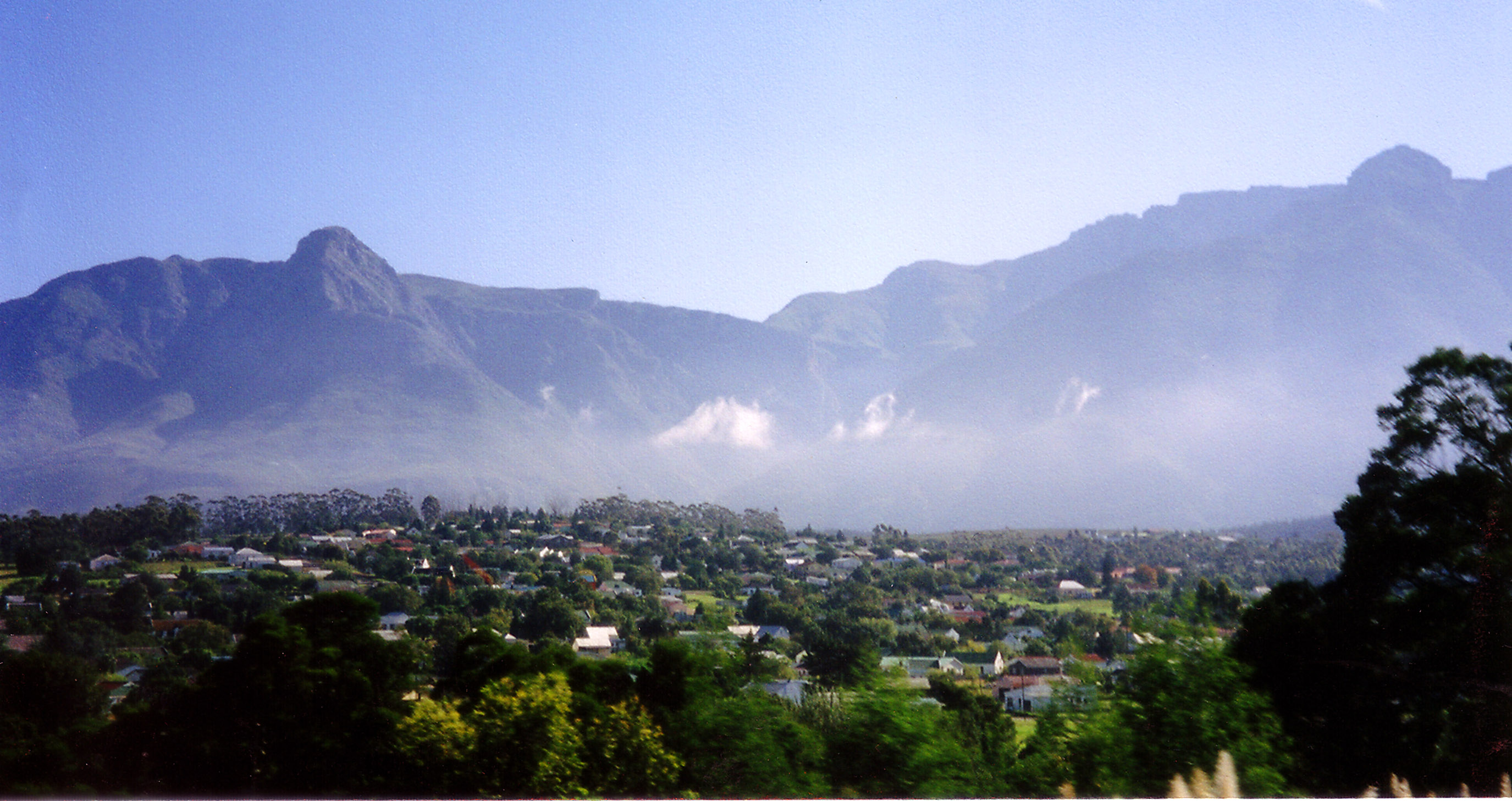

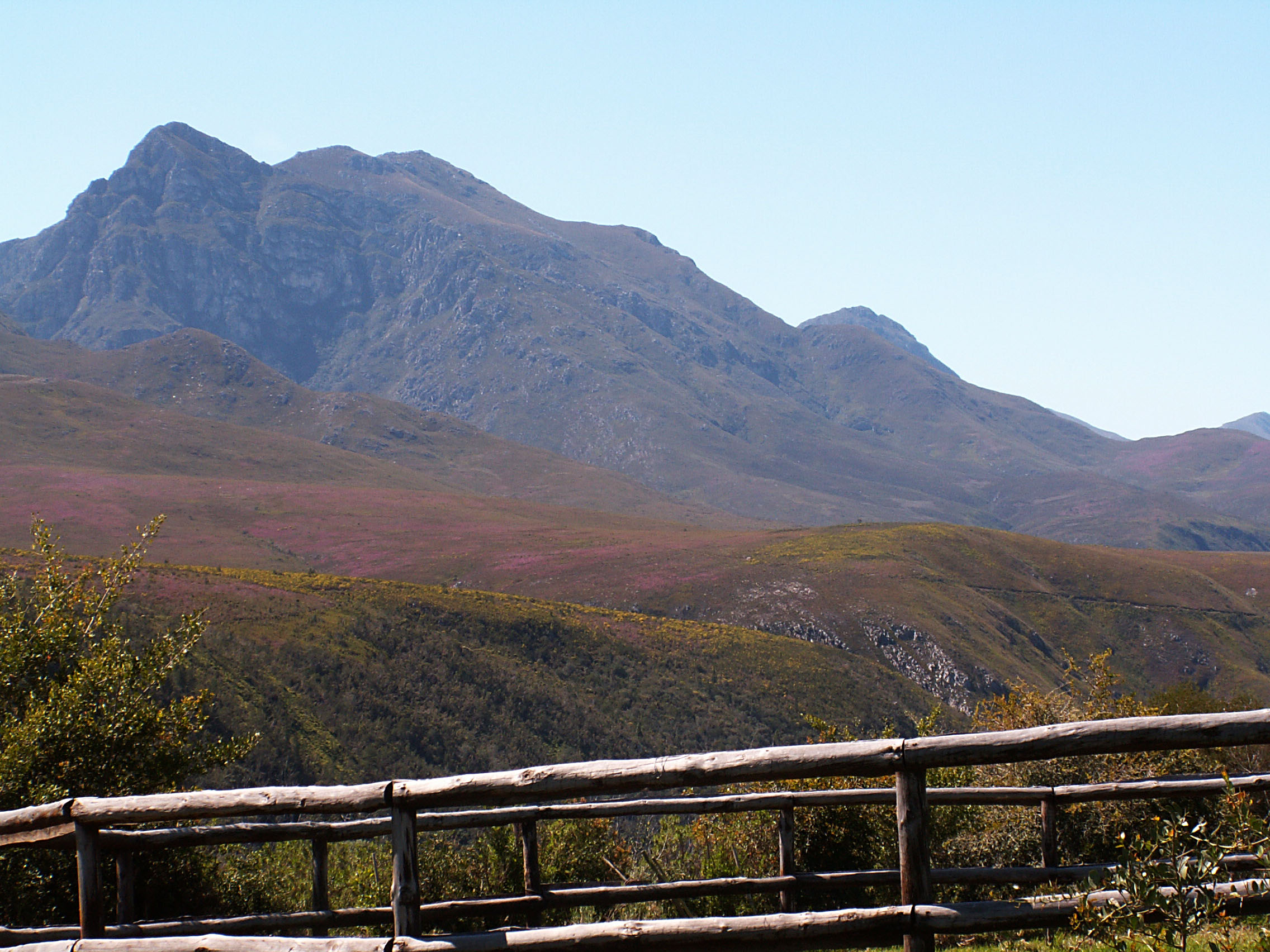

斯韋倫丹是南非的城鎮，位於該國南部，由西開普省負責管轄，距離開普敦220公里，始建於1746年，面積22.57平方公里，2001年人口13,557，人口密度每平方公里約600人。